# Okres Brzozów
Okres Brzozów (polsky Powiat brzozowski) je okres v polském Podkarpatském vojvodství. Rozlohu má 540,39 km² a v roce 2023 zde žilo 63 416 obyvatel. Sídlem správy okresu je město Brzozów.

## Gminy
Městsko-vesnická:
- Brzozów

Vesnické:
- Domaradz
- Dydnia
- Haczów
- Jasienica Rosielna
- Nozdrzec

## Město
- Brzozów